# NBC News

Logo von NBC News (2011)

NBC News ist die Nachrichtenabteilung des US-amerikanischen Fernsehsenders NBC. Die Abteilung gehört zu NBCUniversal Television and Streaming, einer Abteilung von NBCUniversal, die ihrerseits eine Tochtergesellschaft von Comcast ist. Die verschiedenen Abteilungen der Nachrichtenabteilung sind dem Präsidenten von NBC News, Noah Oppenheim, unterstellt. Zur NBCUniversal News Group gehören auch MSNBC, der 24-Stunden-Nachrichtenkanal des Senders, die Wirtschafts- und Verbrauchernachrichtenkanäle CNBC und CNBC World, der spanischsprachige Sender Noticias Telemundo und Sky News aus dem Vereinigten Königreich.
NBC News strahlte am 21. Februar 1940 die erste regelmäßige Nachrichtensendung in der Geschichte des amerikanischen Fernsehens aus. Die Sendungen der Gruppe werden vom Comcast Building, dem Hauptsitz von NBCUniversal in New York City, produziert und ausgestrahlt.
Die Abteilung leitet Amerikas meistgehörte Nachrichtensendung, NBC Nightly News, und die am längsten laufende Fernsehserie in der amerikanischen Geschichte, Meet The Press, die sonntägliche Morgensendung mit Interviews von Nachrichtensprechern. NBC News bietet außerdem 70 Jahre seltenes historisches Filmmaterial aus den Archiven von NBCUniversal online an.